# Духовная практика

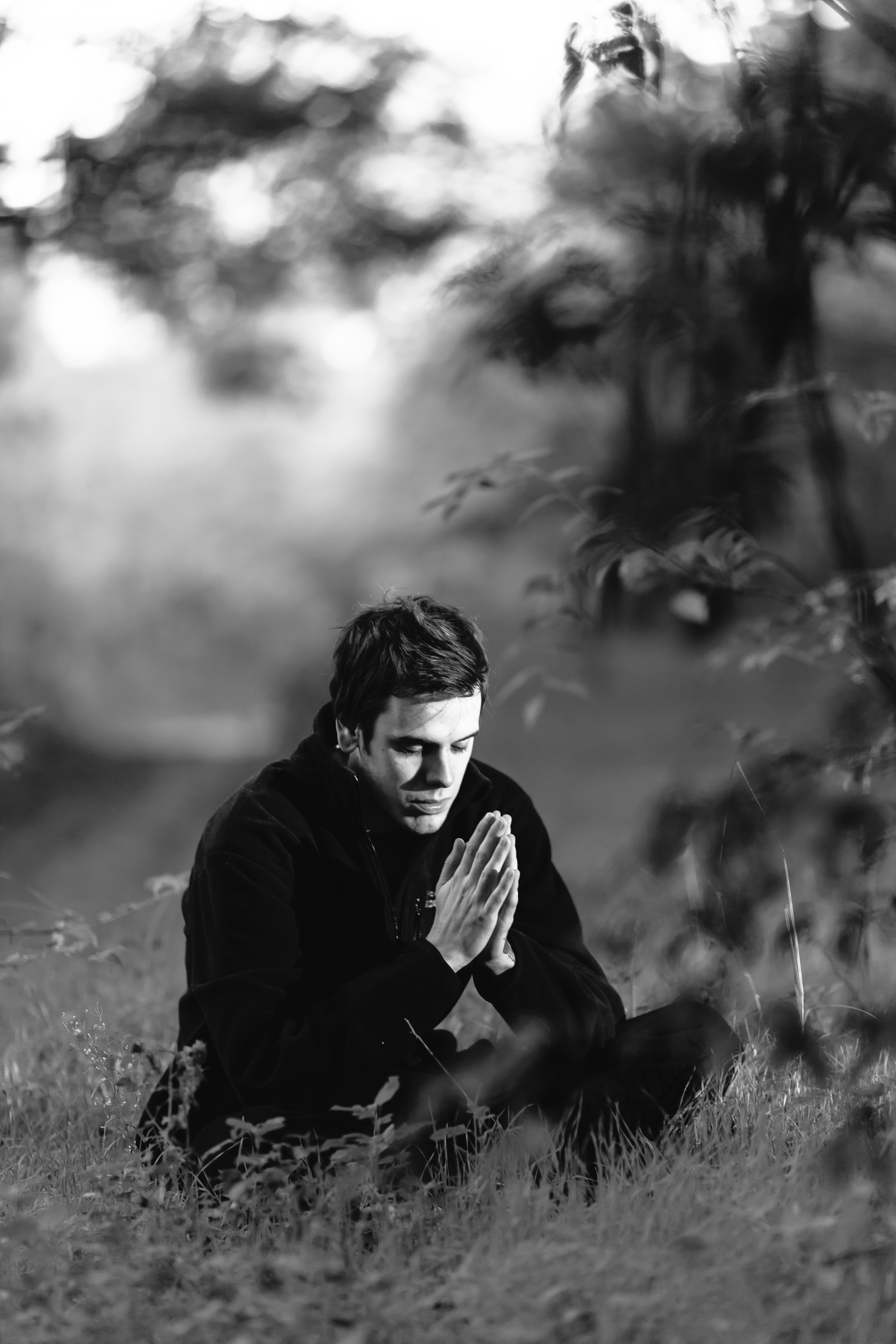

Духовная практика (также мистическая практика, религиозная практика, психотехническая практика, практика себя) — регулярные действия, предпринимаемые с целью изменения своего духовного состояния, культивирования духовного развития, получения духовного опыта. Совокупность духовных практик, применяемых человеком, часто называют его духовной работой. Часто используемая в религиях метафора духовной работы — преодоление Пути по направлению к цели. Цели духовной работы (целевые духовные состояния) различаются в зависимости от религии или духовной системы, например, в христианстве это спасение, в буддизме — нирвана, в многочисленных оккультных течениях — постижение высших истин и управление своим духовным и психофизическим состоянием.
М. Фуко определяет духовные практики как практики, «посредством которых субъект производит в себе изменения, необходимые для того, чтобы получить доступ к истине».
Термин психотехническая практика (психопрактика, психотехника) как синоним духовной практики начал использоваться в российском религиоведении с начала девяностных годов двадцатого века под влиянием работ Торчинова Е. А. Однако, данный термин, пришедший из психологии, не является тождественным термину духовная практика и не отражает полностью всего комплекса явлений называемых духовными практиками.
Мистический практикой обычно называют духовную практику, в которой предполагается взаимодействие адепта с Богом или Абсолютом.
Формы духовных практик разнообразны. Широко известны такие духовные практики как медитация, аскеза, упражнения хатха-йоги. Примерами мистических практик являются молитва, зикр, пуджа.

## Варианты типологии

### Типология духовных практик
Российский религиовед Жиртуева Н. С. выделяет четыре основных метода характерных для духовных практик: дисциплинарный аскетизм, психосоматические упражнения, медитативное созерцание Абсолюта и абсолютная любовь-доверие Абсолюту. При этом дисциплинарный аскетизм и психосоматические упражнения относятся к подготовительному этапу духовного развития, а медитативное созерцания Абсолюта и абсолютная любовь-доверие Абсолюту к основному этапу духовного развития.
Дисциплинарный аскетизм может быть выражен в таких формах как: затворничество, безбрачие, бедность, пост, разнообразные виды молчания, ограничения в передвижении, психологический аскетизм.
Психосоматические упражнения включают в себя статические и динамические позы, специальные движения, упражнения для правильного дыхания, танцы, пение, сексуальную практику.
Медитативное созерцание Абсолюта может быть выражено в таких формах как: медитация, созерцание, муракаба.
Безусловная любовь-доверие к Абсолюту может быть выражена в таких формах как: молитва, зикр, пуджа.

### Типология духовных традиций в зависимости от духовных практик
В зависимости от основного метода духовной практики, Торчинов Е. А. распределяет духовные традиции на три категории: «гностические традиции», «бхактические традиции» и «тантрические традиции».
В «гностических традициях» основной методом постижения является медитативное созерцание Абсолюта и другие практики получения прямого мистического опыта.
В «бхактических традициях» основновным методом духовных практик является безусловная любовь-доверие к Абсолюту.
В «тантрических традициях» основными духовными практиками являются различные психосоматические упражнения.

## Основные духовные практики различных духовных традиций

### Античность
Французский философ и историк Пьер Адо доказывал, что вся античная философия неотделима от духовных практик (упражнений). Философская жизнь в античности понималась как жизнь в практике духовных упражнений. Философом, прежде всего, считался тот, кто следовал духовным практикам. Духовные практики стоиков, эпикурейцев, киников, последователей  Пифагора, Платона, Аристотеля или Плотина были различными, но обычно включали в себя  созерцание, медитацию, осознанное поведение, аскезу и другие упражнения. Целью практик всех школ было духовное развитие философа до божественного состояния или состояния человеческого совершенства, которое характеризовалось полным освобождением от страстей, совершенной ясностью разума, познанием себя и окружающего мира.

### Восточное христианство
Основой духовной практики восточного христианства является исихазм — практика умно-сердечной молитвы, совмещённая с трезвением (контролем) за всеми исходящими изнутри помыслами, способствующая очищению ума и сердца и подготавливающая (но не приводящая сама по себе) подвижника к Богосозерцанию.

### Буддизм
Основной духовной практикой буддизма считается буддийская медитация, нацеленная на достижение главных целей буддийской культуры: освобождение от сансары, достижение нирваны, обретение состояния архата и Будды, Любви, Сострадания, Сорадования, Невозмутимости и других подобных состояний. В буддийской психотехнике выделяются два уровня, которые соответствуют общеиндийскому делению на «йогу действия» и «йогу созерцания». Первый уровень включает в себя способы выработки и интенсификации определённых физических и психических способностей, ко второму уровню относятся методы созерцания предметов, психических состояний и процессов, протекающих в организме того, кто практикует физическую йогу. Множество методов буддийской медитации подчинено общей цели — очищению психики и сознания от аффективной окрашенности. При этом ни один метод не носит универсального и общезначимого характера. Выбор метода всегда определяется с учётом типа личности конкретного индивида и преобладающих в его характере аффектов.

### Суфизм
Основными духовными практиками в суфизме являются молитва, зикр и суфийская медитация. Главной целью практик является достижение состояния пребывания в Боге.

### Джайнизм
Основными духовными практиками в джайнизме являются аскеза и медитация. Главной целью практик является освобождение души от кармы.